# دهانه گوسس بلاف
دهانه گوسس بلاف (انگلیسی: Gosses Bluff crater) یا ‍‍تنورالا (انگلیسی: Tnorala)، نامی که مردمان آرنده غربیِ ساکنِ ناحیهٔ پیرامون دهانه بدان داده‌اند، بازماندهٔ فرسوده‌ای از یک دهانه برخوردی است.. این دهانه در جنوب قلمرو شمالی استرالیا، جایی نزدیک به مرکز استرالیا، در فاصلهٔ ۱۷۵ کیلومتر (۱۰۹ مایل) غرب آلیس اسپرینگز و ۲۱۲ کیلومتر (۱۳۲ مایل) شمال‌شرقی اولورو (صخرهٔ آیرز) جای گرفته است.